# أليس كراري
أليس كراري (بالإنجليزية: Alice Crary) ولدت عام 1967. هي فيلسوفة أمريكية تشغل حاليًا منصب أستاذ جامعي متميز في كلية الدراسات العليا في المدرسة الجديدة للبحث الاجتماعي في مدينة نيويورك، وزميل زائر في كلية ريجنت بارك في جامعة أكسفورد في المملكة المتحدة (حيث كانت أستاذة فلسفة بين عامي 2018 و2019). كانت رئيسة قسم الفلسفة بالمدرسة الجديدة بين عامي 2014 و2017، ومُؤسسة ومشاركة في رئاسة برنامج الدراسات الجنسانية والجنسية. كانت عضوًا في كلية العلوم الاجتماعية في معهد الدراسات المتقدمة في برينستون، نيو جيرسي للعام الدراسي 2017-2018. في صيف عام 2018، كانت أستاذًا ضيفًا بجامعة إنسبروك، النمسا.
ألهمت كراري جيلًا من طلاب الفلسفة في المستويين الجامعي والدراسات العليا، واختيرت كأحد الأساتذة الثلاثة «الأكثر إلهامًا» في المدرسة الجديدة، وهذا لأسباب كثيرة أبرزها «العمل الرائد في مسار عملها... كرئيسة لتحقيق المزيد من الشمولية بين أقليات عادةً ما تُمثل تمثيلًا ناقصًا في الفلسفة».

## العمل الفلسفي
تُركّز مساهمات كراري في الفلسفة على الأخلاقيات، والنسوية، ومنحة فيتجنشتاين. ومع ذلك، فقد كتبت بشكل مُفصل حول مواضيع مثل الإعاقة الإدراكية، والنظرية النقدية، والبروباغندا، والإدراك الحيواني غير الإنساني، وفلسفة الأدب والسرد. تأثر فكرها بشكل خاص بكورا دياموند، وجون ماكدويل، وستانلي كافيل، وهيلاري بوتنام، وجرس السنانير، وكيمبرلي كرينشو، وتشارلز دبليو ميلز، وبيتر وينش.

### الأخلاق والفلسفة الأخلاقية
تُجادل كراري في أحدث كتبها بعنوان داخل الأخلاق (بالإنجليزية: Inside Ethics) عن مفهوم غير محايد أخلاقيًا للواقع، حيث يتبنى هذا المفهوم مصادر الأدب والفن كوسيلة لإعادة توجيه تجاربنا واستيعابنا للبشر الأخرين والحيوانات. في رأيها، قدرتنا على التفكير بحلول للمشكلات الأخلاقية في دراسات الإعاقة ودراسات الحيوانات تحديدًا ضعيف، وذلك بسبب الافتقار إلى الخيال الأخلاقي، الأمر الناجم جزئياً عن الفهم الضيق للعقلانية وفقر الفلسفة المنفصلة عن الاستجابات العاطفية المستمدة من مناطق أخرى في العلوم الإنسانية. تُقدم كراري صورة للموضوعية التي تقع داخل الفكر الأخلاقي وليس خارجها، ونظرة فيتجنشتاين لكيف تُكمّل رؤية جوانب من العالم موضوعيتنا الأخلاقية.
تناقش في أفرودتها الأولى، ما وراء الحكم الأخلاقي (بالإنجليزية: Beyond Moral Judgment) السبب في هذا، وتعرض وتوضح البرنامج حول كيفية توسيع نطاق المناقشات حول المفاهيم الأخلاقية والموضوعية، وتوضح بشكل خاص كيف يساعدنا الأدب والحركة النسائية في إعادة صياغة افتراضاتنا الأخلاقية.
كتبت كراري بشكل متزايد ومتردد عن الأخلاق فيما يتعلق بالإعاقة المعرفية والحياة الحيوانية.

### النسوية
يجسد عمل كراري حول النسوية ارتباطها بالفلسفة القارية كنقد للأراء القياسية حول الموضوعية في الفلسفة التحليلية، التي تبتعد عن المنهجية الراديكالية غير المحايدة ووجهة النظر السياسية التي تُميز أخلاقيتها الموضوعية. في رأيها، اللغة في جميع أشكالها تدعونا إلى أن نُقدر معرفيًا وأخلاقيًا حياة النساء بطرق جديدة، الأمر الذي يٌمكن اعتباره معرفة موضوعية. كما هو الحال مع فلسفتها الأخلاقية، فإن نظرتها إلى المفهوم النسوي للموضوعية مستنيرة بتفسيرها لفيتجنشتاين، حيث تقترح وجهة نظر «واسعة» للموضوعية لا تكون فيها الاستجابات العاطفية مجرد تلاعبات مقنعة غير معرفية، إنما تكشف عن أشكال حقيقية من المعاناة وتعطينا فهم أكثر موضوعية للعالم.

### فيتجنشتاين
كراري شخصية بارزة فيما يُسمى عادًة قراءة «علاجية» أو «حازمة» لفيتغنشتاين. في مجموعتها من المقالات المؤثرة والمُشارك في تحريرها لمثل هذه القراءات فيتجنشتاين الجديد (بالإنجليزية: The New Wittgenstein)، تُجادل ضد الاستخدام القياسي للنظريات حول قراءات فيتغنشتاين، التي غالباً ما تُصور فكره محافظًا سياسيًا وغير معقول. منذ ذلك الحين، قامت بتطوير قراءة مميزة لفيتجنشتاين وساهمت في العديد من المجموعات المختارة لمنحة فيتجنشتاين، ضمنها العواطف والتفاهم (بالإنجليزية: Emotions and Understanding) وتفسيرات لفيتجنشتاين على اليقين (بالإنجليزية: On Certainty). جادلت كراري مؤخرا بأن النظرية النقدية والتحليل الأخلاقي لفيتجنشتاين يمكن أن يعملا معًا بشكل مثمر نحو تحرير الفكر الاجتماعي.

### الفلسفة العامة
تشارك كراري كثيرًا في الأحداث والمناسبات وتنظم مناقشات عامة، كما تكتب وتُشارك في المناقشات والمناظرات مع الجمهور العام، مثل مقال تذكاري عن معلمها السابق ستانلي كافيل في النيويورك تايمز (مع نانسي باور وساندرا لاوجير)، ومقابلة إذاعية مع بي بي سي عن حياة وفلسفة ستانلي كافيل (مع ستيفن مولهول)، ومناظرات عامة حول معاملة الحيوانات والمعوقين إدراكيًا، ومقال ل «ذا ستون» في النيويورك تايمز حول «حروب الرياضيات» في التعليم الأمريكي (مع ستيفن ويلسون).